# Карл Еммануїл I
Карл Еммануїл I «Великий» (фр. Charles-Emmanuel Ier de Savoie, італ. Carlo Emanuele I di Savoia; 12 січня 1562 — 26 липня 1630) — герцог Савойський у 1580—1630 роках, син савойського герцога Еммануїла Філіберта та його дружини Маргарити II (герцогині Беррі).

## Біографія
Карл Еммануїл народився 12 січня 1562 року в замку Риволі у П'ємонті. Він був єдиною дитиною в родині герцога Савойського Еммануїла Філіберта та його дружини Маргарити II (герцогині Беррі).
Матері не стало, коли хлопцю було 12. Батько, виховуючи слабкого статурою сина, привчив його до постійних занять фізичними вправами та спортом. У дорослому віці Карл Еммануїл прославився як чудовий наїзник та непереможний фехтувальник.
Карл Еммануїл успадкував герцогство 30 серпня 1580 у віці 18 років. Будучи амбітною людиною, новий правитель вирішив шляхом шлюбного союзу заручитися підтримкою Іспанії для подальшого розширення Савої узбережжям, щоб ще більше послабити Францію. Заплановане весілля з іспанською інфантою відбулося у березні 1585 року.
У віці 23 років Карл Еммануїл побрався з 17-літньою іспанською інфантою, донькою короля Філіпа II, Каталіною Мікаелою. Наречену описували як гарну, розумну, зарозумілу дівчину, добре обізнану щодо свого високого соціального статусу. Весілля відбулося в Сарагосі 11 березня 1585 року. 10 серпня пара урочисто в'їхала до Турину. У подружжя народилося десятеро дітей.
1588 року, користуючись громадянськими заворушеннями у Франції, герцог окупував Салуццький маркізат, що перебував під протекторатом цієї держави. Новий король Франції Генріх IV, затвердившись на престолі, вимагав повернення територій. Карл Еммануїл не погодився. Військові дії точилися переважно у західному П'ємонті, у долинах Валь-ді-Суза та Валь-Шизоне. Вервенський мир, підписаний 2 травня 1598 року, залишив питання відкритим. Справа вирішилась лише з укладенням Ліонського договору у січні 1601, за яким Салуццо залишалось Савойському герцогству, натомість Франція отримувала Бужі, Варлом'ю, Жекс та території Брессу.

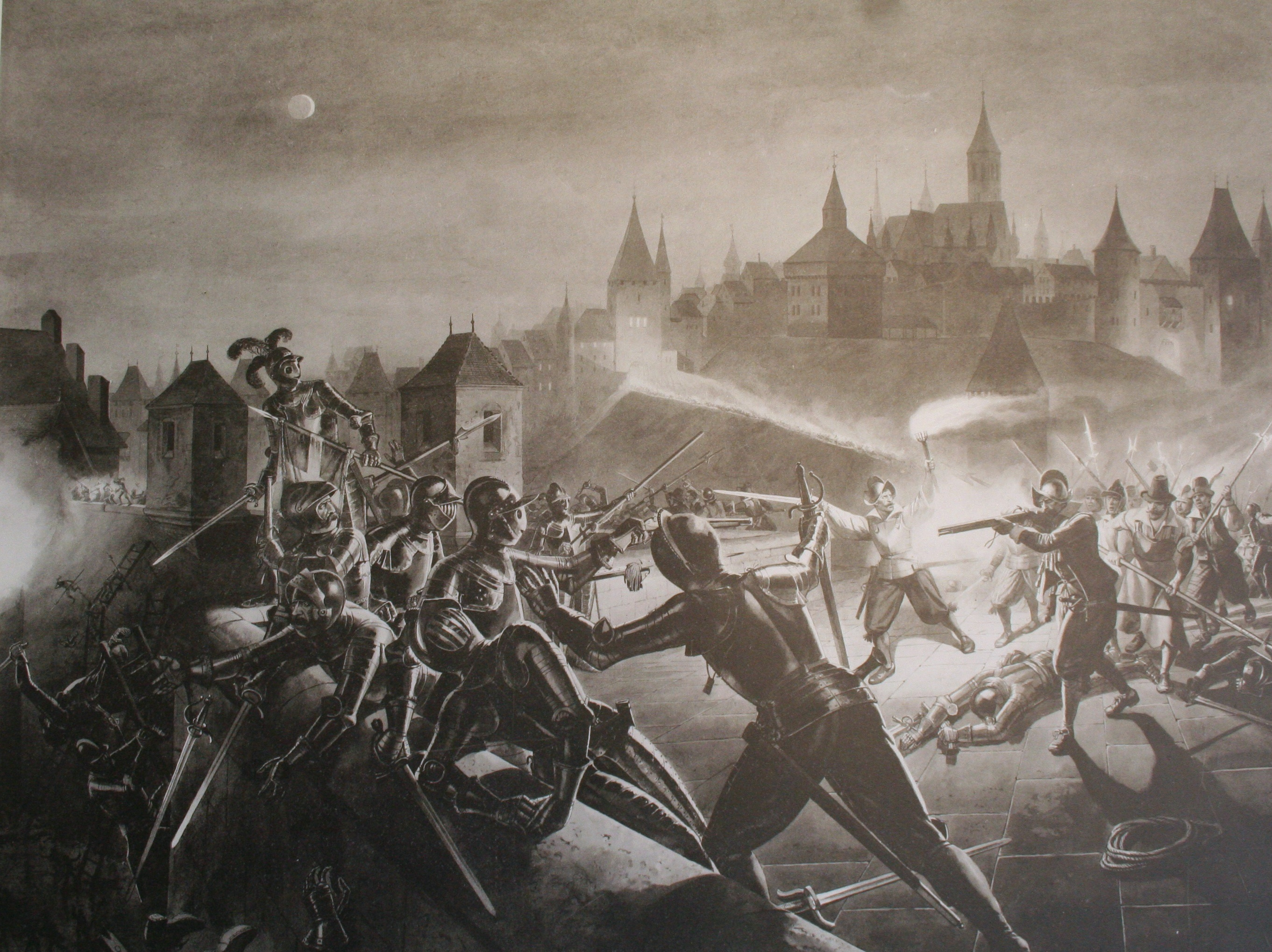
Штурм Женевської фортеці

Наприкінці 1602 року Карл Еммануїл спробував повернути Женеву. Однак, нічна атака на фортецю була відбита. Не маючи підтримки союзників, герцог повернувся до Савої.
Стривожений можливими перемовинами між Францією та Іспанією Карл Еммануїл починає зближенням із французами. Після тривалих переговорів герцога із емісарами Генріха IV у замку Бруцоло був укладений Трактат Бруцоло. Підписаний у квітні 1610, він забезпечував тісний союз між Савоєю та Францією, ґрунтований на анти-іспанській політиці. Передбачався шлюб між кронпринцем Віктором Амадеєм та французькою принцесою Єлизаветою. Друга угода стосувалася захоплення Міланського герцогства. Однак, за кілька тижнів Генріха IV було підступно вбито. Його син Людовик XIII був надто малим, щоб проводити власну політику, а регентка Марія Медічі схилялася до союзу з Іспанією і відмовилася визнати договір. Філіп III домігся від Савої публічних вибачень.
Після смерті у грудні 1612 від віспи свого зятя, герцога Мантуї та Монферрата Франческо IV Гонзага, який залишив єдину доньку, Карл Еммануїл оскаржив успадкування цих земель Фердинандо I Гонзага. Жінки могли успадковувати Монтферрат, що і було підтверджено відповідними історичними документами, оскільки саме таким чином воно було приєднане до Мантуї. Савойський герцог захопив його території від імені онуки, а Фернандо призвав на допомогу Іспанію. Військові дії тривали з червня 1614 до червня 1615, доки англійські та французькі дипломати не посприяли заключенню мирного договору в Асті. Іспанія мала відкликати армію з Монтферрата. Франція, Англія та Венеція мали захищати Савойю у випадку наступу Іспанії. Савоя та Мантуя погодились залишити рішення щодо корони Монтферрата сюзерену герцогстваː імператору Священної Римської імперії Матіасу. Онуку Карла Емануїла, Марію Гонзага, зобов'язалися не видавати заміж без його згоди.
Однак, у вересні 1616 за підтримки німецьких військ та французьких волонтерів, Карл Еммануїл знову вторгся на територію Монтферрату. У січні 1617 йому на допомогу підійшли французькі війська. Кінець цієї боротьби за спадщину поклав Мир у Павії, укладений у жовтні 1617 за посередництва Папи Римського. Савоя врешті-решт відмовилася від претензій на Монтферрат. Марія Гонзага поступала на виховання в монастир.
Союзницькі відносини Савої та Франції були підкріплені шлюбом спадкоємця герцогства Віктора Амадея та сестри Людовика XIII Крістіни.
У війні за Вальтелліну, що тривала з 1620 до 1639, Карл Еммануїл, об'єднавши сили з Венеційською республікою та королем Франції Людовиком XIII, підписав разом з ними Паризький договір у лютому 1623. Країни виступали на підтримку альянсу Трьох Ліг та збиралися відновити цілісність Вальтелліни шляхом звільнення її від іспанських військ. Монсонський договір 1626 був негативно сприйнятий Савойєю та союзниками.
Покровительствував наукам та мистецтвам, однак, численні війни негативно впливали на добробут його країни.
Герцог раптово помер у Савільяно 26 липня 1630 року.

## Родина

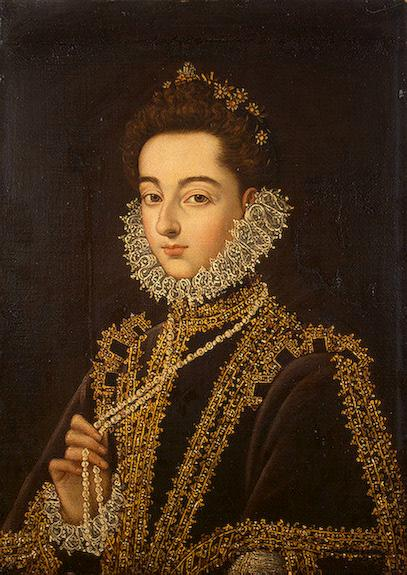
Каталіна Мікаела Австрійська

Држина —  Каталіна Мікаела Австрійська
Дітиː
- Філіп Еммануїл (1586—1605) — принц П'ємонту, пішов з життя у віці 18 років,[3] одруженим не був, дітей не мав;
- Віктор Амадей (1587—1637) — наступний герцог Савої у 1630—1637 роках, титулярний король Кипру та Єрусалиму, був одруженим з Крістіною Французькою, мав семеро дітей;
- Еммануїл Філіберт (1588—1624) — віце-король Сицилії у 1622—1624 роках, одруженим не був, дітей не мав;
- Маргарита (1589—1655) — дружина герцога Мантуї та Монферрата Франческо IV Гонзага, мали троє дітей;
- Ізабелла (1591—1626) — дружина Альфонсо III д'Есте, спадкоємця герцогства Модени та Реджо, мали чотирнадцятеро дітей;
- Мауріціо (1593—1657) — кардинал, одруженим не був, дітей не мав;
- Марія Аполлонія (1594—1656) — черниця;
- Франческа Катерина (1595—1640) — черниця;
- Томмазо Франческо (1596—1656) — перший принц Каріньян, граф Суассону, був одружений з Марією де Бурбон-Конде, мав семеро дітей;
- Жанна (6 листопада 1597) — померла після народження.

Малися відомості щодо таємного шлюбу Карла Еммануїла з Маргаритою де Руссільон, донькою Габріеля де Руссільон, сеньйора Шателяра, та Лаури ді Салуццо, сеньйори де Монтероссо, однак, офіційно вони підтверджені не були. Тим не менш, Карл Еммануїл мав від Маргарити чотирьох дітейː
- Мауріціо (? — 1645);
- Габріель (1620—1695) — генерал кавалерії в савойській армії;
- Антоніо (? —1688) — абат в Откомбі, Сан-Беніньо;
- Маргарита (? — 1659) — дружина Філіппо Франческо д'Есте, маркіза Ланцо, мала із ним двох синів та доньку.

Також мав позашлюбних дітей від різних жінок. Всі вони були народжені після смерті Каталіни Мікаели.
Від Луїзи Дюньː
- Еммануель (1600—1652) — маркіз Андорно і Валле, губернатор Асті та Бьєлли.

Від Аржентіни Прованаː
- Феліче (1604—1643) — маркіз Бальдіссеро д'Альба.

Від Анни Фелічіти Кузаː
- Людовіко Кузані (? —1684) — мав позашлюбних дітей.

Від Вірджинії Паллавічіноː
- Карло Умберто (1601—1663) — маркіз Мулаццано, граф Ґонзоли, був одружений з Клаудією Фереро-Ф'єскі, мав із нею трьох дітей та чотирьох поза шлюбом;
- Сільвіо (? — 1645);
- Вітічіндо (? — 1668) — священник;
- Анна Катерина (? — 1660).

## Титули

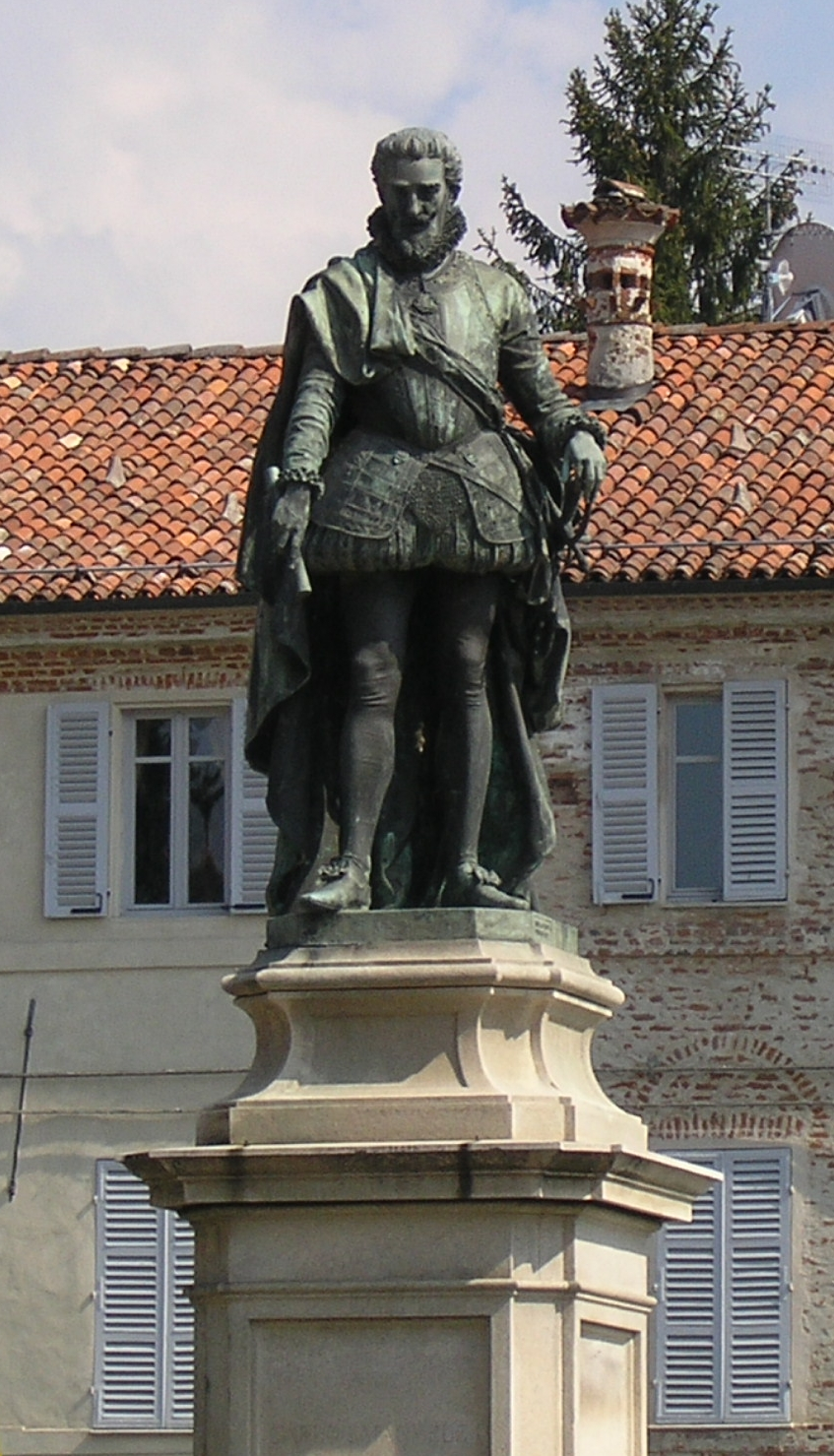
Статуя Карла Еммануїла у Вікофорте

Герцог Савої, Шабле, Аости й Женеви, принц П'ємоту, князь Ахею, деспот Морею та Онельї, граф Женеви, Ніцци, Асті, Брессу, Тенде і Ромону, барон де Во і де Же, сеньйор де Буже, де Верчеллі і де Фрібур, Марро, Прели, маркіз Чеви і граф де Коконас, маркіз Сузи, Салуццо та Італії, принц та вічний вікарій Священної Римської імперії, король Кипру.
фр. Duc de Savoie, de Chablais et d'Aoste et de Genevois, de Piémont, d'Achaye, de la Morée et d'Oneille, Comte de Genève, de Nice, d'Asti, de Bresse, de Tende et de Romont, baron de Vaud et de Gex, seigneur de Bugey, de Verceil et de Fribourg, du Marro, de Prella, du marquisat de Ceve et du comté de Coconas, marquis de Suze, de Saluces et d'Italie, prince et vicaire perpétuel du Saint-Empire et roi de Chypre.

## Нагороди
- Вищий орден Святого Благовіщення (Савойське герцогство);
- Орден Святих Маврикія та Лазаря (Савойське герцогство);
- Орден Золотого руна № 250 (у 1585 році).

## Вшанування пам'яті
- У муніципалітеті Вікофорте, на півдні П'ємонту, де похований Карл Еммануїл, є його статуя на повний зріст.